# Clara Porchetto
Clara Porchetto (Savona, 29 dicembre 1978) è una nuotatrice artistica italiana.

## Biografia
Nata a Savona nel 1978, nel 2000 ha vinto l'argento nella gara a squadre agli Europei di Helsinki, terminando dietro alla Russia, mentre nel 1997 a Siviglia il bronzo nella stessa gara, dietro a Russia e Francia.
A 21 anni ha partecipato ai Giochi olimpici di Sydney 2000, nella gara a squadre con Ballan, Bianchi, Brunetti, Cassin, Cecconi, Dominici e Lucchini, arrivando al 6º posto con 95.177 punti (32.993 nel tecnico e 62.184 nel libero).
Nello stesso 2000 è stata insignita del titolo di Cavaliere Ordine al Merito della Repubblica Italiana.

## Palmarès

### Campionati europei
- 2 medaglie:
  - 1 argento (Gara a squadre a Helsinki 2000)
  - 1 bronzo (Gara a squadre a Siviglia 1997)